# شو تشن
شو تشن (بالصينية: 徐晨) هو لاعب كرة الريشة صيني، ولد في 29 نوفمبر 1984 في تشانغتشو في الصين.

## وصلات خارجية
- شو تشن على موقع BWF.tournamentsoftware.com (الإنجليزية)
- شو تشن على موقع BWFbadminton.com (الإنجليزية)
- شو تشن على موقع اللجنة الأولمبية الدولية (الإنجليزية)
- شو تشن على موقع أوليمبيديا (الإنجليزية)